# KAG-3 (地面効果翼機)
KAG-3は、日本の川崎航空機工業（現川崎重工業航空宇宙システムカンパニー）が試作した地面効果翼機。初の日本製地面効果翼機である。機体名は「KAG」が「Kawasaki Aircraft, Ground Effect」の略、「3」は開発中に製作された動力模型などから数えておおよそ3機目を意味する。

## 経緯
川崎では、岐阜製作所航空機事業部研究部の安東茂典が1959年（昭和34年）頃あるいは1960年（昭和35年）からホバークラフトの研究を行っていたが、安東はジェット噴出を必要とするホバークラフトよりも効率よく浮揚力を得られるとの目論見から研究対象を「GEW（Ground Effect Wing）」へと変更し、これによってKAG-3の開発が開始された。
開発は安東を主任研究員として宮下純一、現場作業員1名を加えたグループによって開始され、基礎研究の後に模型および風洞実験を実施した。模型試験は1960年頃から入鹿池、おがせ南池などを試験場所として、操縦機構なしの模型および曳航模型試験の失敗を経て、ラジコン式の自走模型によって行われた。模型試験は空力的な姿勢安定性についての成果が揃わないまま2年弱に渡って続けられたが、研究部の北野純部長から発せられた実機製作の催促を受け、1962年（昭和37年）から1963年（昭和38年）にかけてKAG-3実機の試作が行われた。実機製作のための詳細設計に際しては、川崎のバスボディ設計部が協力している。完成後は地上荷重テスト、エンジンテスト、静止推力テストを経て、1963年2月15日から8月20日にかけて、3次に渡る水上走行テストが行われている。うち静止推力テスト、第1次および第2次水上走行テストは入鹿池で、第3次水上走行テストは豊浜漁港沖で実施された。
水上走行テストでは80 - 85 km/hでの安定した航行を見せるとともに、抵抗が最大になるのは20 - 30 km/h時で、80 km/h時の約2倍となる点、向かい風の際に抵抗が減少し最大の対水速度を得られる点、KAG-3で採用された水中スクリュー推進の場合、ピッチングの安定性は大きな問題とはならない点など、耐波性や安定・水力といったGEWの基本特性の把握に貢献した。一方で、追い風の際の加速力の低さや水中スクリュー推進の効率の悪さ、凌波性が海上航行には不十分なことといった改善点も判明し、それらが問題視されたことに加えて不況の影響もあり、1965年（昭和45年）頃に実験・プロジェクトは中止された。発展型として構想されていた「コンポジット・ラム・ウイング」の開発も中断されている。
なお、KAG-3は日本で開発された地面効果翼機（GEW）としては最初の機体となり、同種の機体の設計などに関しても開拓的な成果を残した。

## 機体
KAG-3は、機体全体におよぶ長さの全翼式の主翼を持つ「ラム・ウイング」、その中でも主翼の側縁のみを下げて誘導抵抗を抑えた「チャンネル・フロー型」のGEWに分類される。また、主翼上面での気流の剥がれを抑えて空気抵抗を減らすべく、翼型は後縁の下がりが控え目なNACA 6409が採用され、主翼は「トンネル翼」と形容されるものになっている。両翼端には半割形状の双フロートを備え、さらに、そこから主翼より外側に向けて伸びる分離Vテール型尾翼を有する。フロート側方から噴出する空気流の影響で、機首が上がった姿勢では尾翼が安定性に寄与しなくなるという問題点が風洞実験中に発覚しており、垂直から水平へ直角に折れている形への尾翼の設計変更も検討されたが、実機の早期完成を優先したため実現せずに終わっている。
推進には、モーターボート用の船外エンジンによって駆動される水中スクリューを用いる。これは、離水時のハンプ抵抗を小さくすることなどを企図して採用されたものだったが、実際には、最大速度で航行した場合でも空力揚力によって支えられるのは全重量の99パーセント近くにとどまり、離水には至らなかった。また、第1次水上走行テストの後に、エンジンとフロート後部にカバーを増設する改造が加えられている。
機体の主要な部位は耐食性アルミニウム合金製で、フロートには繊維強化プラスチック（FRP）も用いられていた。開発グループの経験の浅さから、過剰に頑丈かつ重量過多な機体として完成している。操縦席はタンデム複座。また、計測装置としてグライダーのものを転用したピトー管、エンジン回転計、スクリューの推力を実測するセンサーを搭載していた。

## 諸元（改造後）
出典：『水面飛行機の開発』 73,76,80頁、「ラム・ウイングについて」 355頁。
- 全長：5.88 m
- 全幅：6.14 m
- 全高：1.63 m
- 主翼面積：9.6 m2
- 空虚重量：540 kg
- 全備重量：690 kg
- エンジン：マーキュリー 800（実測64 hp） × 1
- 最大速度：85 km/h（対地）[22][24]、100 km/h（対気）[22][注 2]
- 乗員：2名